# Конецки, Эрих
Эрих Конецки (латыш. Erich Koņeckis, нем. Erich Konecki; 9 февраля 1920, Рига, Латвия — 2 февраля 2006, Дортмунд, Германия) — латышский и немецкий хоккеист и тренер, нападающий сборной Латвии по хоккею с шайбой.

## Биография
Родился 9 февраля 1920 года в Риге. В сезоне 1936/37 дебютировал за команду АСК Рига в чемпионате Латвии по хоккею с шайбой. В 1939 году дебютировал за сборную Латвии на чемпионате мира по хоккею с шайбой. За АСК в латвийском чемпионате провёл 6 сезонов. Чемпион Латвии 1938 и 1939 года.
После Второй мировой войны переехал в ФРГ. С 1945 по 1959 год играл в высшей немецкой лиге за команды «Аугсбург», «Прессен Крефельд», «Крефельдер ЕВ» и «Маннхаймер ЕРК». С 1952 по 1954 год также возглавлял «Прессен Крефельд» как главный тренер. Чемпион Германии 1951 и 1952 годов. В 1959 году Конецки завершил карьеру игрока и уехал в Дортмунд. С 1959 по 1963 год возглавлял местную команду «ТуС Айнтрахт». Летом 1964 года возглавил вновь созданную дортмундскую команду «Вестфалия». Эриху удалось вывести команду во вторую немецкую лигу. В сезоне 1971/72 Конецки покинул команду.
В 2005 году Эрих Конецки был включён в Зал славы хоккея Германии аугсбургского музея хоккея с шайбой.
Скончался 2 февраля 2006 года в Дортмунде.